# Coexist (image)
Pour les articles homonymes, voir Coexist.
Coexist (souvent écrit « CoeXisT » ou « COEXIST ») est une image créée en 2000 par Piotr Młodożeniec (pl), un designer graphique polonais, basé à Varsovie lors d'un concours d'art international organisé par le musée du raccord du dialogue, de la compréhension et de la coexistence. L'original figure parmi des dizaines de posters affichés lors d'une grande exposition extérieure à Jérusalem en 2001,,.
Des variations du visuel ont été créées en Autocollant pour pare-chocs et d'autres éléments dans des concerts de rock,.

## Création –Coexistenceexposition d'art
L'image a été créée en 2000, pour participer à une exposition itinérante organisée par le musée du raccord du dialogue, de la compréhension et de la coexistence. Le jury a sélectionné l'image de Piotr Młodożeniec, pour faire partie des dizaines d'images qui ont été affichées au format 3 × 5 m. L'exposition a ouvert au public à Jérusalem en 2001,.
L'image originale était composée du mot COEXIST tout en majuscule, et où Le C était remplacé par un croissant islamique plus grand, le X par une Étoile de David, et le T par une croix chrétienne,,.

## La tournéeVertigo Tourde U2

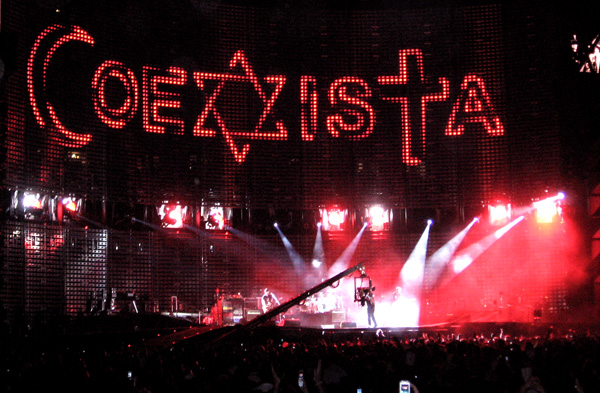
U2 à Mexico lors de la tournée Vertigo – photo prise pendant la chanson Sunday Bloody Sunday.

Pendant la tournée internationale Vertigo Tour du groupe Irlandais U2, l'original de cette image a joué un rôle clef. Juste après avoir joué Sometimes You Can't Make It on Your Own, le groupe jouait ses chansons à thèmes politisés. En ouverture de Love and Peace or Else, Bono mettait un bandeau blanc portant une version manuscrite de l'image. Dans certains lieux, par exemple à Mexico, le mot était affiché sur des écrans géants,.

## Autocollants de pare-chocs
L'image et ses variations sont utilisées en tant qu'autocollants de pare-chocs.
Ces autocollants se sont initialement répandus aux États-Unis dans les années 2000, notamment en réponse aux actions militaires en Irak et en Afghanistan, qui avaient commencé après les Attentats du 11 septembre 2001. Les autocollants expriment le désir d'humains de vivre ensemble en paix.
Une version courante de ces autocollants affiche « COEXIST » en utilisant un croissant islamique pour le « C », un Peace and love pour le « O », une combinaison des deux Symbole de genre pour le « E », une Étoile de David pour le « X », un pentagramme pour le point du « I », un Yin et yang dans le « S » et une croix chrétienne pour le « T ». Cette version, créée par Jerry Jaspar, est sans doute la plus répandue en autocollant de pare-chocs.
Ces autocollants étaient notamment très fréquents dans la Région de la baie de San Francisco où les gens utilisant l'autocollant sont souvent non pratiquants.
Ceci incita Mark Coppenger, un chercheur de l'institut Southern Baptist Theological Seminary, a en critiquer l'usage par des athéistes et de poser la question de la pertinence d'un autocollant de pare-choc pour ce genre de questions.

## Contentieux juridiques
En 2005, Młodożeniec et U2 ne s'étaient pas croisés. Il existait par ailleurs une société dans l'Indiana qui avait déposé une marque pour l'image pour les États-Unis. Il n'y avait alors aucun produit dérivé de U2 portant l'image, et les fan créaient les leurs en autonomie. La société de l'Indiana a saisi la justice pour attaquer des défendants comme Cafepress en mai 2005, dans un effort pour protéger sa marque. Les avocats de Młodożeniec ont toujours maintenu qu'il était le propriétaire des droits d'auteurs sur l'image. En parallèle, le Museum on the Seam (en), qui avait sponsorisé le concours dans lequel l'image originale s'était fait connaître a déclaré publiquement penser être le propriétaire des droits d'auteur.

## Versions et autre variations
Le tableau suivant montre les caractères des déclinaisons les plus classiques, en caractères Unicode, icones ou description.
| C  | o | e | x | i | ı | ̇  | s | t | notes             |
| -- | - | - | - | - | - | - | - | - | ----------------- |
| ☪️ | o | e | ✡ | i | - | - | s | ✝ | (original image)  |
| ☪  | ☮ | e | ✡ | - | ı | ☯ | s | ✝ | pbyrne sur Flickr |

1. 1 2  Unicode character or image is approximate.

Autre variations connues
- Traductions, comme Coexista, dans un concert de U2 à Mexico.

## Parodies
Il existe plusieurs parodies anti-religion, qui écrivent des mots comme « Toxic », « Fiction » et « Contradiction », ainsi que des versions anti-islamiques où l'on a rajouté des explosifs à l'image du croissant.
D'autres parodies existent, notamment une incluant la Faucille et marteau communistes pour le « E » et une swastika pour le « X », pour montrer les dangers des idéologies totalitaires, ainsi qu'un des versions liées aux armes dans lesquelles les lettres sont remplacées soit par des silhouettes de pistolets et de grenades, soit des logos de fabricants d'armes.